# 정문로
정문로(Jeongmun-ro)는 경기도 파주시 조리읍 조리삼거리에서 파주읍까지 연결하는 도로이다.

## 주요 경유지
경기도
- 파주시 (조리읍 . 월롱면 . 파주읍)

## 노선
| 이름       | 접속 노선 | 소재지 | 소재지 | 비고 |
| ---------- | --------- | ------ | ------ | ---- |
| 조리삼거리 | 등원로    | 파주시 | 조리읍 |      |
| 주월교     |           | 파주시 | 조리읍 |      |
|            | 월롱면    | 파주시 |        |      |
| 부곡교     |           | 파주시 | 파주읍 |      |
| (이름없음) | 술이홀로  | 파주시 | 파주읍 |      |
| (이름없음) | 우계로    | 파주시 | 파주읍 |      |

## 주요건물및 시설
- 세븐일레븐 파주도내점 (정문로 312/도내리 653-1)
- 미니스톱 파주부곡점 (정문로 638/부곡리 429-3)